# Frederikslund
Frederikslund ved Furesøen blev opført cirka 1804 på foranledning af storkøbmanden Frédéric de Coninck, der boede på Dronninggaard (i dag Næsseslottet) ca. en  kilometer vest for Frederikslund. Bygningen blev tegnet af Joseph-Jacques Ramée og var landsted for de Conincks søn, Louis Charles Frédéric de Coninck.
Der blev tilføjet to tårnbygninger i slutningen af det 19. århundrede, men de blev fjernet igen i 1920 i forbindelse med en renovering efter Alf Cock-Clausen. Bygningen har siden ombygningen været anvendt til flere forskellige formål, heriblandt kostskole og børnehjem. I 1978 blev den fredet og i 1991 gennemgribende restaureret. Den anvendes nu igen til privat beboelse.
Såvel Frederikslundsvej, Frederikslundsti og Lille Frederikslund i det umiddelbare nabolag er har fået navn efter Frederikslund.